# Tom Brown's Schooldays
Tom Brown's Schooldays é um filme mudo britânico de 1916, do gênero drama, dirigido por Rex Wilson e estrelado por Joyce Templeton, Jack Coleman e Evelyn Boucher. É uma adaptação do romance Tom Brown's School Days, de Thomas Hughes. Foi feito em Catford Studios.